# Solanum etuberosum
Solanum etuberosum es una especie de planta fanerógama perteneciente a la familia de las solanáceas.

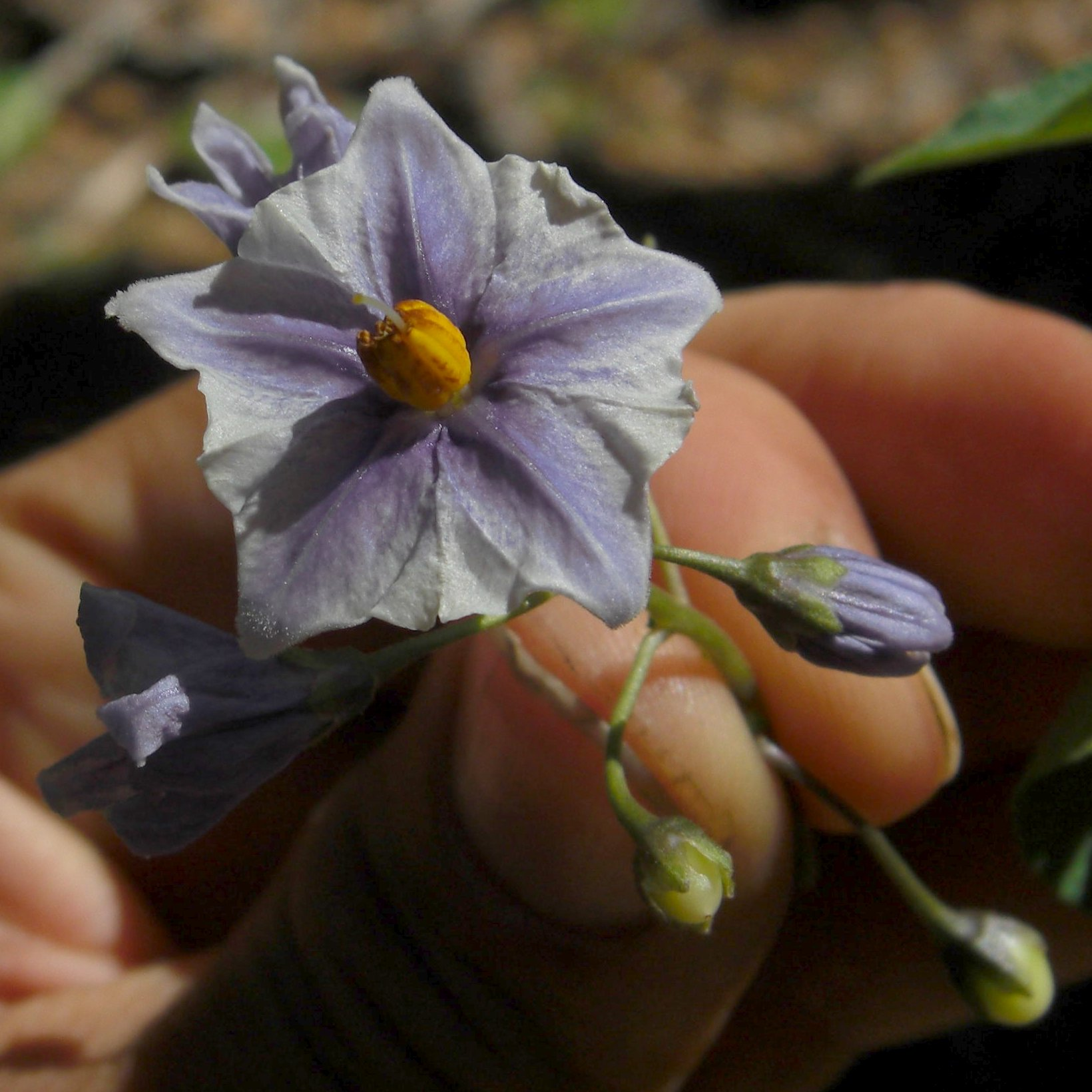
Flor

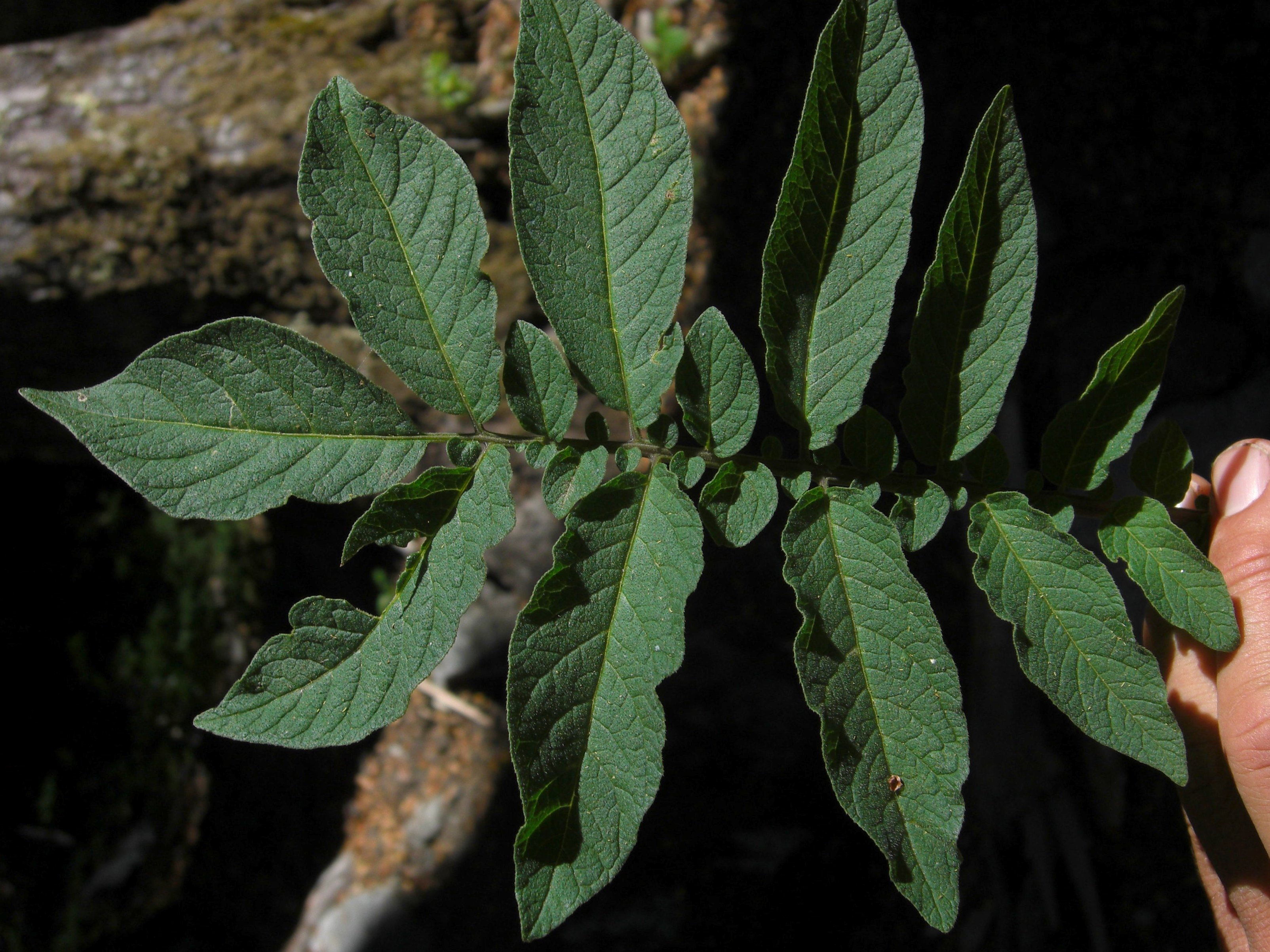
Hojas

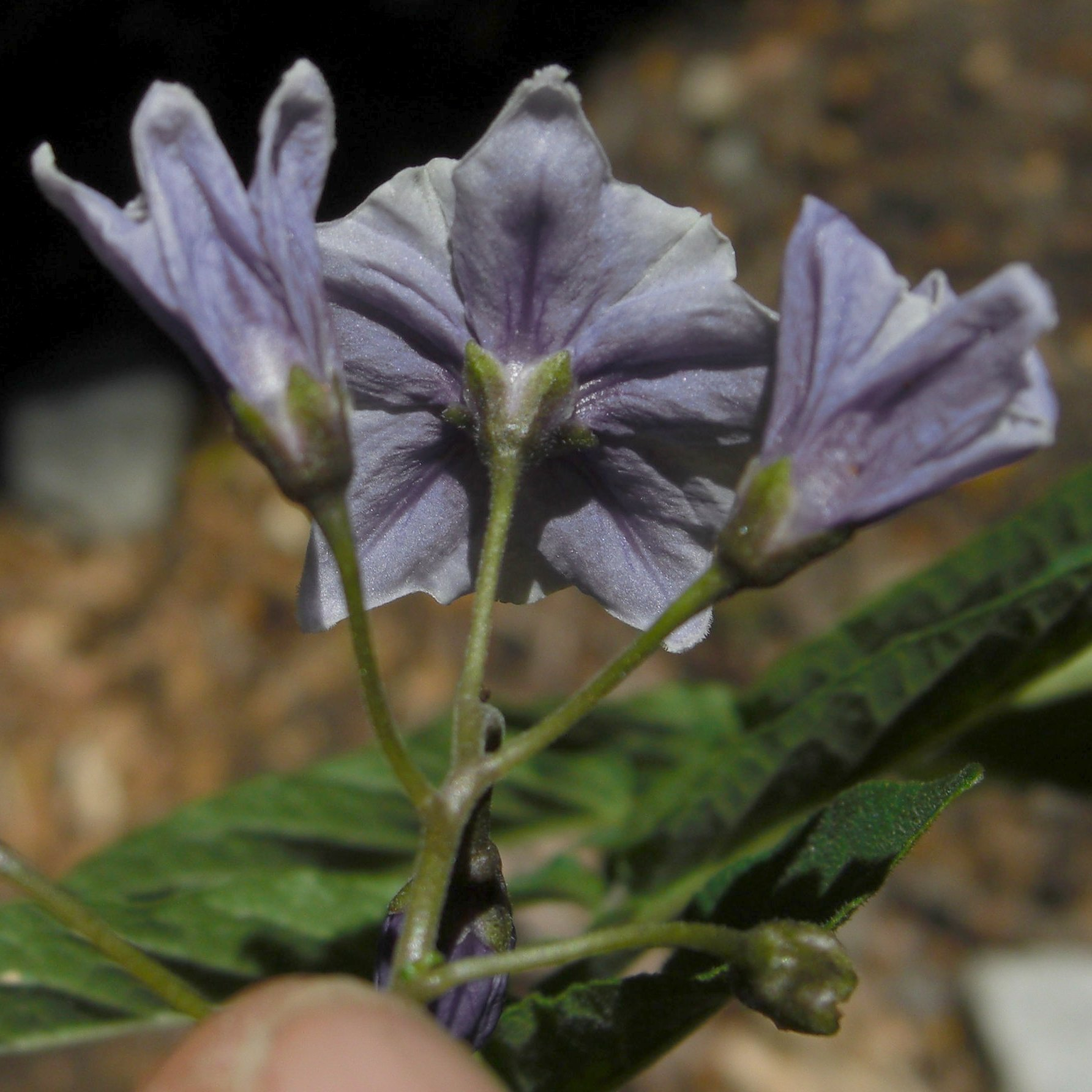
Inflorescencia

## Descripción
Son plantas perennes rizomatosas herbáceas, con rizomas ramificados o no ramificados, de hasta 1 cm de diámetro y de hasta 10 cm de largo, plantas erectas y, a veces convirtiéndose en rastreras, de hasta 1 m de largo. Los tallos ramificados, cilíndricos a angulares. Las hojas de 20 mm de largo y 15 mm de ancho. Hojas imparipinnadas, de hasta 35 cm de largo y 15 cm de ancho. La inflorescencia ramificada, en cima  con 12-35 flores, puberulentas, todas las flores perfectas, con pedúnculo de 1-8 cm de largo; pedicelos 6-20 mm de largo. Las flores con el cáliz 5-8 mm de largo, con 5 lóbulos oblongos. Corola de color violeta. Las frutas de 1,0 a 1,3 cm de diámetro, globosa, verde a púrpura profundo. Tiene un número de cromosomas de: 2n = 24.

## Distribución y hábitat
Se encuentra en la zona central de Chile, desde la Región de Valparaíso a la Región de La Araucanía, en las estribaciones y mediados de las laderas superiores de las montañas de los Andes; en zonas de bosque bajo, matorral seco, a lo largo de los arroyos o cercanías de los saltos de agua, siempre en pleno sol y por lo general en los suelos rocosos, a una altitud de 4340-2500 metros.

## Taxonomía
Solanum etuberosum fue descrita por John Lindley y publicado en Edwards's Botanical Register 20: pl. 1712. 1835.
Etimología
Solanum: nombre genérico que deriva del vocablo Latíno equivalente al Griego στρνχνος (strychnos) para designar el Solanum nigrum (la "Hierba mora") —y probablemente otras especies del género, incluida la berenjena—, ya empleado por Plinio el Viejo en su Historia naturalis (21, 177 y 27, 132) y, antes, por Aulus Cornelius Celsus en De Re Medica (II, 33). Podría ser relacionado con el Latín sol. -is, "el sol", debido a que la planta sería propia de sitios algo soleados.
etuberosum: epíteto latino  que significa "no tuberosa"
Sinonimia
- Solanum bustillosii Phil.
- Solanum kunzei Phil.
- Solanum looseri Juz. ex Buk.
- Solanum subandinum F. Meigen[6]